# Кузька-крестоносец
Кузька-крестоносец (лат. Anisoplia agricola) — вид насекомых семейства пластинчатоусых.

## Внешний вид и строение
Кузька-крестоносец может достигать в длину 11-13 мм. Окраска надкрылий весьма разнообразна: от зеленовато-черной до желтой или красноватой с крестообразными черными отметинами.

## Питание и образ жизни
В основном питаются дикорастущими травами, но могут повреждать урожай. Обитают в степных и лесостепных районах.

## Распространение
Встречается на большей части Европы, в Малой Азии на Кавказе и в Средней Азии от Западной Сибири и Казахстана до Монголии.